# 1800 en Grèce ottomane
Chronologie de la Grèce
- 1796
- 1797
- 1798
- 1799
- 1800
- 1801
- 1802
- 1803
- 1804

Cette page concerne les évènements survenus en 1800 en Grèce ottomane  :

## Événement
- Formation de la république des Sept-Îles

## Naissance
- Stamátis Boudoúris, combattant et personnalité politique.
- Pános Kolokotrónis (el), révolutionnaire.
- Dimítris Kourmoúlis (el), combattant pour l'indépendance.
- Κonstantínos Papazafirópoulos (el), militaire.
- Konstantínos Tsertídis (el), personnalité politique.
- Zinóvios Válvis, Premier-ministre.

## Décès
- Giánnis Tziórtizios (bg), klephte ottoman.